# Ana Brnabić
Ana Brnabić (Beograd, 28. rujna 1975.) srbijanska je političarka, dvanaesta osoba na dužnosti predsjednika Vlade Republike Srbije i trenutna predsjednica Narodne skupštine Republike Srbije.
Bivša je potpredsjednica Upravnoga odbora Nacionalne alijanse za lokalni ekonomski razvoj (NALED). Brnabić je bila prva žena na čelu Vlade Republike Srbije od njene neovisnosti te prva javno deklarirana homoseksualna političarka u Srbiji. U Vladu je ušla još 2016. kao ministrica državne uprave i lokalne samouprave Republike Srbije.

## Životopis
Ana Brnabić rođena je u Beogradu. Njezin djed po ocu, Anton Brnabić, etnički je Hrvat rođen u Staroj Baški na otoku Krku te služio kao vojni časnik. Borio se s jugoslavenskim partizanima tijekom Drugog svjetskog rata, a nakon rata bio je potpukovnik. Očeva je baka Mica rođena u Gorobilju kod Požege (u Srbiji). Majka i njen otac, Anin djed, su iz Babušnice u pirotskom okrugu, jugoistočna Srbija. Njezin otac Zoran rođen je 1950. u Užicu, a studij je završio u Beogradu, gdje je obitelj živjela.
Završila je Petu beogradsku gimnaziju 1994. godine. Na Sveučilištu Northwood (eng. Northwood University) u Michiganu završila je studij poslovnoga upravljanja (eng. Business Administration) 1998. godine, nakon čega je stekla diplomu MBA (eng. Master of business administration) iz marketinga na Sveučilištu Hull (eng. University of Hull) u Ujedinjenom Kraljevstvu.
Krajem 2001. vraća se u Srbiju, gdje radi za različite američke konzultantske tvrtke i to na projektima razvoja lokalne samouprave koje je financirao USAID. U USAID-u radi između 2002. i 2011., a kao najznačajnija inicijativa u tom razdoblju navodi se osnivanje Nacionalne alijanse za lokalni ekonomski razvoj (NALED). Nakon toga radi u američkoj tvrtki za razvoj vjetroelektrana Continental Wind Serbia u kojoj je od 2013. obnašala funkciju ravnateljice. U isto je vrijeme obnašala i funkciju potpredsjednice, a od 2016. i predsjednice Upravnoga odbora NALED-a, javno-privatne alijanse koja okuplja lokalne samouprave, privatna poduzeća i nevladine organizacije.
Bila je prva javno deklarirana homoseksualna osoba u Vladi Republike Srbije.

## Državne funkcije
- Ministrica državne uprave i lokalne samouprave Republike Srbije (od kolovoza 2016. do lipnja 2017.)
- Predsjednica Vlade Republike Srbije (od lipnja 2017. do ožujka 2024.)
- Predsjednica Narodne skupštine Republike Srbije (od ožujka 2024. do danas)

## Vanjske poveznice
- (srp.) Biografija Ane Brnabić, RTS, četvrtak, 15. lipnja 2017.